# Fort McMurray
Pour les articles homonymes, voir McMurray.
Fort McMurray (/ˌfɔɹt mɪkˈmʌɹi/) est un secteur de services urbains de la municipalité régionale (MR) de Wood Buffalo, en Alberta, au Canada. Peuplée de 66 500 habitants, elle est une des villes qui connurent la croissance démographique la plus rapide du pays. Au cœur de la forêt boréale, elle est située sur la plus grande réserve de sable bitumineux au monde.

## Histoire
Avant l'arrivée des Européens à la fin du XVIIIe siècle, les Cris, l'une des Premières Nations, formaient la population dominante de la région de Fort McMurray. Les sables bitumineux d'Athabasca étaient déjà connus des habitants, qui utilisaient les dépôts de surface pour imperméabiliser leurs canots. En 1778 arrive le premier explorateur européen dans la région, Peter Pond, venu à la recherche de fourrures, en forte demande en Europe à l'époque. Pond explore alors la région plus au sud, le long de la rivière Athabasca et de la rivière Clearwater, mais choisit de mettre en place un poste de commerce beaucoup plus au nord sur la rivière Athabasca, près du lac du même nom. Cependant, ce poste ferme en 1788 en faveur de Fort Chipewyan, désormais la plus ancienne implantation européenne encore existante de l'Alberta.
En 1790, l'explorateur Alexander Mackenzie fait la première description connue des sables bitumineux. À l'époque, le commerce entre les explorateurs et les Cris était déjà en cours à la confluence des rivières Clearwater et Athabasca. La Compagnie de la Baie d'Hudson et la Compagnie du Nord-Ouest étaient en concurrence féroce dans cette région. La Compagnie de la Baie d'Hudson crée le poste de Fort McMurray en 1870, qui a continué à fonctionner comme escale de transport dans les décennies suivantes. Le chemin de fer de l'Alberta et de la Grande Waterways est arrivé en 1915, complétant le service de bateau à vapeur existant.
La communauté a joué un rôle important dans l'histoire de l'industrie pétrolière au Canada. L'exploration pétrolière a débuté au début du XXe siècle, mais la population de Fort McMurray est resté faible, pas plus de quelques centaines de personnes. En 1921, il y avait un intérêt sérieux pour le développement d'une usine de raffinage afin de séparer le pétrole des sables. Alcan Oil Company fut la première à commencer les tests en vrac à Fort McMurray. La communauté de voies navigables a été créée pour fournir un terminus pour le transport par voie d'eau, jusqu'en 1925, lorsque le chemin de fer Wide-Alberta and Waterways Railway a desservi la région.
Abasands Oil a été la première société à réussir à extraire le pétrole des sables bitumineux grâce à l'utilisation de l'eau chaude dans les années 1930, mais la production était très faible. La production de Fort McMurray a progressivement augmenté à plus de 1100 barils / jour pendant la Seconde Guerre mondiale, et la région de Fort McMurray a été utilisée par les forces armées américaines et canadiennes pour tester le Canol Project.
Fort McMurray et Waterways se sont regroupés sous le nom de village de McMurray (le «Fort» a été abandonné jusqu'en 1962, lorsqu'il a été restauré pour conserver son patrimoine) en 1947, qui est devenu une ville un an plus tard. Fort McMurray a reçu le statut de ville nouvelle de sorte qu'il puisse obtenir un financement provincial plus important. En 1966, la population de la ville dépassait les 2 000 habitants.
En 1967, le Great Canadian Oil Sands (maintenant Suncor) ouvre son usine et la croissance de Fort McMurray s’accélère rapidement. Plusieurs usines de sables bitumineux ont été ouvertes, en particulier après 1973 et 1979, lorsque les tensions et les conflits politiques graves au Moyen-Orient ont déclenché une flambée des prix du pétrole. La population de la ville a atteint 6 847 en 1971 et a grimpé à 31 000 en 1981, un an après sa constitution en ville.
La ville a continué de croître depuis quelques années, même après le ralentissement de la production de pétrole provoquée par l'effondrement des prix mondiaux. La population a culminé à près de 37 000 en 1985, puis a diminué à moins de 34 000 en 1989. La faiblesse des prix du pétrole en 1986 a beaucoup ralenti la production des sables bitumineux, car l'extraction de pétrole à partir des sables bitumineux est un processus très coûteux et la baisse des prix mondiaux l'ont rendue non rentable. Cependant, les prix du pétrole augmentant depuis 2003 ont rentabilisé à nouveau l'extraction de pétrole bitumineux.

### Incendie de mai 2016
Le 3 mai 2016, à la suite de violents feux de forêt déclarés deux jours plus tôt, la population estimée à environ 100 000 habitants reçoit l'ordre d'évacuer la ville. Beacon Hill, un quartier au sud de la ville est rasé par les flammes, le lendemain (4 mai 2016), on estime à 1 600 le nombre de résidences détruites par les feux de forêt, en juillet, on compte un total de 2 400 bâtiments détruits ou endommagés. Il s'agit du plus grand sinistre de l'histoire du Canada à cette date ; on estime en juillet 2016 qu'il a causé 3,58 milliards de dollars canadiens (2,49 milliards d'euros) de dégâts. C’est la plus coûteuse des catastrophes naturelles depuis la tempête de verglas en 1998. Au 20 mai 2017, plus de 500 000 hectares ont été brulés. Officiellement, l'incendie est éteint depuis le 2 août 2017. En tout, 3 000 pompiers, 189 hélicoptères et 29 avions-citernes ont été mobilisés pour combattre le brasier.

### Inondation de 2020
Le 27 avril 2020, la fonte printanière des neiges et la création d'un embâcle de glace sur la rivière Athabasca ont provoqué d'importantes inondations à Fort McMurray, forçant l'évacuation du centre-ville de Fort McMurray et des secteurs de Draper, Waterways et du parc industriel de Taiga Nova, ainsi que la proclamation d'un second état d'urgence pour la région, déjà aux prises avec la pandémie de COVID-19.
L'inondation a entraîné l'évacuation de 13 000 résidents, la submersion d'au moins 1 230 bâtiments (soit environ la moitié du nombre de structures  endommagées lors des feux de 2016) et provoqué au moins un décès,.

## Démographie
La population de Wood Buffalo (au recensement de 2005) était de 73 176 habitants, dont la majorité demeure dans les environs immédiats de Fort McMurray (60 983); cette dernière agglomération a perdu son statut de ville lors de son incorporation dans la municipalité régionale de Wood Buffalo le 1er avril 1995 ; désormais elle n'exerce plus d'autorité sur son territoire, qui a le statut de division administrative. D'après le recensement municipal de 2005, le nombre de ses résidents est tout de même estimé à 60 983. En 2013, on estime que la population est de 100 000 habitants. On estime que la population pourrait atteindre le quart de million en 2030.
La moyenne d'âge est de 31,6 ans. Fort McMurray est une communauté multiculturelle qui attire des gens des quatre coins du Canada et de l'extérieur. Les Albertains d'origine représentent presque la moitié des nouveaux venus, suivis par les gens originaires de Terre-Neuve, qui représentent 17 % de la population.
| 2011   | 2016   |
| ------ | ------ |
| 60 555 | 66 573 |

## Climat
Le climat est subarctique.
La température moyenne à Fort McMurray est de −19,8 °C en janvier et de +16,6 °C en juillet. Les précipitations se situent autour de 334,5 mm de pluie et de 172,0 cm de neige. La neige peut arriver début octobre et durer jusqu'en mai. La région de Wood Buffalo est connue pour ses grands écarts de température avec des températures hivernales allant jusqu'à −38 °C et des températures estivales pouvant atteindre +32 °C.
| Mois                                  | jan.       | fév.       | mars       | avril      | mai        | juin      | jui.      | août      | sep.       | oct.       | nov.       | déc.       | année          |
| ------------------------------------- | ---------- | ---------- | ---------- | ---------- | ---------- | --------- | --------- | --------- | ---------- | ---------- | ---------- | ---------- | -------------- |
| Température minimale moyenne (°C)     | −22,5      | −19,5      | −12,9      | −3,5       | 2,8        | 7,7       | 10,5      | 8,6       | 3,2        | −2,8       | −12,9      | −20        | −5,1           |
| Température moyenne (°C)              | −17,4      | −13,3      | −6,2       | 3,3        | 9,9        | 14,6      | 17,1      | 15,4      | 9,5        | 2,3        | −8,6       | −15,1      | 1              |
| Température maximale moyenne (°C)     | −12,2      | −7,1       | 0,6        | 10         | 16,9       | 21,5      | 23,7      | 22,2      | 15,8       | 7,4        | −4,3       | −10,1      | 7              |
| Record de froid (°C) date du record   | −51,7 1916 | −53,3 1917 | −44,4 1962 | −34,4 1954 | −17,3 2002 | −6,1 1944 | −3,3 1951 | −6,1 1910 | −15,6 1944 | −24,5 1984 | −41,7 1927 | −53,3 1933 | −53,3 1/2/1917 |
| Record de chaleur (°C) date du record | 15,1 2003  | 16,1 1938  | 20,1 2004  | 35 1939    | 36,7 1936  | 40,3 2021 | 38,9 1941 | 37 1991   | 32,4 1981  | 29,4 1943  | 18,9 1949  | 10,7 1999  | 40,3 30/6/2021 |
| Ensoleillement (h)                    | 77,7       | 113,8      | 176        | 217,3      | 276,5      | 264,5     | 285,5     | 265,8     | 165,2      | 118,4      | 63,2       | 65,2       | 2 088,9        |
| Précipitations (mm)                   | 17,7       | 13,2       | 16,7       | 21,4       | 36,5       | 73,3      | 80,7      | 57,1      | 39,7       | 26,2       | 19,9       | 16,4       | 418,6          |
| dont neige (cm)                       | 23,8       | 18,4       | 19,1       | 11,9       | 3,5        | 0         | 0         | 0         | 0,9        | 12,2       | 22,9       | 21,3       | 133,8          |
| Nombre de jours avec précipitations   | 12,3       | 10,4       | 9,6        | 8,5        | 11,3       | 14,2      | 15,8      | 13,2      | 12,5       | 10,9       | 12         | 11,8       | 142,5          |
| Nombre de jours avec neige            | 13,2       | 11,1       | 9,4        | 4,1        | 1,4        | 0         | 0         | 0,04      | 0,52       | 5,9        | 11,9       | 12,4       | 69,9           |

| Diagramme climatique                                  |               |              |            |             |             |              |             |             |             |               |              |
| J                                                     | F             | M            | A          | M           | J           | J            | A           | S           | O           | N             | D            |
| −12,2−22,517,7                                        | −7,1−19,513,2 | 0,6−12,916,7 | 10−3,521,4 | 16,92,836,5 | 21,57,773,3 | 23,710,580,7 | 22,28,657,1 | 15,83,239,7 | 7,4−2,826,2 | −4,3−12,919,9 | −10,1−2016,4 |
| Moyennes : • Temp. maxi et mini °C • Précipitation mm |               |              |            |             |             |              |             |             |             |               |              |

## Économie
La croissance urbaine de Fort McMurray est typiquement celle d'une ville champignon. Le boom économique de la région est étroitement lié à l'exploitation des sables bitumineux, dont la mine la plus proche est située à trente kilomètres du centre-ville de Fort McMurray. Cela a entraîné la production de gaz naturel, de bitume et de pétrole brut, la construction d'oléoducs et le développement de l'activité forestière et touristique. Les deux plus grandes compagnies minières qui y opèrent sont Suncor et Syncrude. De nouveaux acteurs de l'industrie pétrolière s'y sont implantés plus récemment comme Shell, CNOOC pour n'en nommer que deux.
Avec l'arrivée massive de nouveaux résidents, le prix des maisons et du logement atteint, en 2006, le niveau le plus élevé en Alberta. Une maison y coûte souvent plus d'un million et demi de dollars, mais le revenu moyen des familles est le double de la moyenne nationale, soit 177 634 $ par an en 2011, et il n'est pas rare de voir un individu gagner 150 000 $ par an.
La ville, qui dispose d'un budget annuel de plus d'un milliard de dollars, veut devenir un modèle de développement durable dans le grand Nord.

## Dans les médias
Fort McMurray est le sujet principal du jeu-documentaire Fort McMoney, réalisé par le journaliste français David Dufresne et lancé le 25 novembre 2013. Ce documentaire, disponible uniquement sur internet, se propose d'explorer la ville, sa population et ses sables bitumineux en utilisant les codes du jeu vidéo pour proposer une expérience participative à l'internaute.

## Autres communautés
- Anzac
- Conklin
- Drapper
- Fort Chipewyan
- Fort Fitzgerald
- Fort MacKay
- Gregoire Lake Estates
- Janvier
- Mariana Lakes
- Saprae Creek Estates